# Lindneromyia fasciventris
Lindneromyia fasciventris är en tvåvingeart som först beskrevs av Oldenburg 1917.  Lindneromyia fasciventris ingår i släktet Lindneromyia och familjen svampflugor. Inga underarter finns listade i Catalogue of Life.